# Globočnik (priimek)
Globočnik je priimek v Sloveniji, ki ga je po podatkih Statističnega urada Republike Slovenije na dan 1. januarja 2010 uporabljalo 285 oseb in je med vsemi priimki po pogostosti uporabe uvrščen na 1.398. mesto.

## Znani nosilci priimka
- Anton Globočnik (1825—1912), pravnik in politik
- Bojan Globočnik (*1962), smučarski skakalec
- Ciril Globočnik (*1959), župan Radovljice
- Boris Globočnik - Damjan (1915—1978), partizan
- Damir Globočnik (*1964), umetnostni zgodovinar, likovni kritik, publicist, muzealec; fotograf
- Felicijan Globočnik (1810—1873), duhovnik, nabožni pisec
- Franc (Frančišek) Globočnik (1825—1891), slikar
- Gustav Globočnik von Vojka (1859—1946), avstro-ogrski general
- Janez Globočnik (1824—1877), duhovnik
- Marica Globočnik (1918—2016), amaterska igralka (lik "Pehta")
- Martin Globočnik (1919—2008), šolnik, profesor latinščine, izseljenski delavec v ZDA
- Mojca Globočnik Petrovič, zdravnica oftalmologija, predstojnica klinike
- Olaf Globočnik (1904—1991), slikar
- Odilo (Lothar) Globočnik (1904—1945), nacistični morilec, vojni zločinec Arhivirano 2016-09-18 na Wayback Machine.
- Sara Globočnik (*1990), alpska smučarka
- Stojan Globočnik (1895—1985), gradbenik
- Tomas Globočnik (*1972), biatlonec
- Uršula Vratuša Globočnik, igralka, novinafrka, prevajalka
- Viktor Globočnik (1852—1898), pravnik, politik
- Vito Globočnik (1920—1946), slikar, grafik (partizanski)
- Vladimir Globočnik (1860—1939), pravnik in upravni uradnik